# 金邊國際航空
金邊國際航空 是一個包機的航空公司設於柬埔寨。由於失敗的通里薩航空重新命名，金邊國際航空成立於2013年。該公司於2014年停止營運。

## 目的地
- 柬埔寨
  - 暹粒 - 暹粒國際機場（樞紐机场）
- 臺灣
  - 臺北 - 臺灣桃園國際機場[1]